# カリーニン戦線
カリーニン戦線（カリーニンせんせん、ロシア語: Калининский фронт、カリーニン方面軍、カリーニン正面軍とも）は、第二次世界大戦中（独ソ戦初期～中期）にモスクワ北西のカリーニン（トヴェリ）地域に設置された赤軍の方面軍級部隊。

## 概要
1941年10月19日、モスクワ北西方面をカバーする西部戦線右翼部隊（第22軍、第29軍、第30軍、第31軍）に基づき創設。事後、第20軍、第31軍、第39軍、第41軍、第43軍、第58軍、第3打撃軍、第4打撃軍、第3航空軍が配属された。
1941年秋、モスクワ戦略防衛作戦の一部として、カリーニン防衛作戦を行い、1941年～1942年のモスクワ郊外での攻勢時、12月16日にカリーニンを解放した。西部戦線と共に行った1942年のルジェフ・ヴャゼム作戦において、戦線部隊は敵後方に進出した。1月22日から、戦線右翼部隊は、トロペツコ・ホルム作戦に参加。ルジェフ・スィチェフ作戦において、戦線左翼部隊は、ルジェフ郊外の敵縦深防御を突破し、ルジェフ地区のヴォルガ左岸の敵橋頭堡を撃滅し、西部戦線右翼部隊と共に、ドイツ中央軍集団主力を牽制し、スターリングラード方面への部隊の投入を挫折させた。
1942年～1943年のヴェリーキエ・ルーキ作戦時、戦線部隊は、1月17日に敵の防衛線を突破し、ヴェリーキエ・ルーキを解放した。
1943年のルジェフ・ヴャゼム作戦において、戦線部隊は、西部戦線部隊と共に、130～160km前進し、3月10日にベールイを解放した。1943年のスモレンスク作戦において、戦線部隊は、ドゥホフシチナ・デミドフ作戦を行い、9月19日にドゥホフシチナを、9月21日にデミドフを、9月29日にルドニャを解放した。1943年のネヴェリ作戦では、10月6日にネヴェリを解放し、ベラルーシ東部国境に進出した。
1943年10月20日、10月16日付最高司令部スタフカの命令に基づき、カリーニン戦線は、第1バルト戦線に改称された。

## 編制
- 第22軍 - 1941年10月19日から
- 第29軍 - 1941年10月19日から
- 第30軍 - 1941年10月19日から
- 第31軍 - 1941年10月19日から
- 第20軍
- 第31軍
- 第39軍
- 第41軍
- 第43軍
- 第58軍
- 第3打撃軍
- 第4打撃軍
- 第3航空軍

## 指揮官
司令官：
1. イワン・コーネフ大将（1941年10月～1942年8月）
2. マクシム・プルカエフ中将（1942年8月～1943年4月）
3. アンドレイ・エリョーメンコ大将（1943年4月～10月）

軍事会議議員：
1. ドミトリー・レオーノフ軍団委員（1941年10月～1943年10月）

参謀長：
1. I.イヴァーノフ少将（1941年10月～11月）
2. E.ジュラヴレフ中将（1941年11月）
3. A.カンツェリソン大佐（1942年11月～12月）
4. M.ザハロフ少将（1942年1月～1943年4月）
5. V.クラソフ中将（1943年4月～10月）